# 2015 na música
Esta é uma relação de eventos notórios que decorreram no ano de 2015 na música.

## Acontecimentos
- 1 de fevereiro – Aconteceu a 49.ª edição da final do campeonato de futebol norte-americano, Super Bowl, onde o show de intervalo ficou encarregue de Katy Perry com a participação de Lenny Kravitz e Missy Elliott. O show de intervalo desta edição detém o recorde de maior audiência de um show de intervalo do Super Bowl, com aproximadamente 118.5 milhões de espectadores.
- 8 de fevereiro – Decorreu a 57.ª gala da cerimónia de entrega de prémios Grammy Awards, no Staples Center em Los Angeles, Califórnia.[1]
- 24 de fevereiro – A banda Falling in Reverse lança Just Like You, seu terceiro álbum de estúdio.
- 6 de Março – A artista americana Madonna lança Rebel Heart, seu 13° Álbum de Estúdio. Atingiu o topo das paradas de 7 países.
- 23 de março – Simone Mazzer lança seu primeiro álbum de estúdio Férias em Videotape, pelo selo Pimba e Cajá Arquitetura Cultural.[2]
- 1 de maio – Começa a primeira edição do Tomorrowland Brasil, em Itu.
- 23 de maio – Com a música "Heroes", interpretada por Mans Zelmerlow, a Suécia consegue sua 6.ª vitória ao ganhar o Festival Eurovisão da Canção 2015.
- 28 de junho – Bad Boy Family (Diddy, Lil' Kim, Faith Evans) performam no BET Awards 2015.[3]
- 30 de agosto – Aconteceu a edição 2015 do MTV Video Music Awards.
- 20 de novembro – Adele lança seu terceiro álbum de estúdio 25. Em sua semana de estreia, o álbum vendeu 5,7 milhões de cópias mundialmente, e 3,38 milhões nos Estados Unidos [4][5]
- 31 de Dezembro – Banda Calypso encerra suas atividades.

## Obras de sucesso
Canções que mais lideraram na Billboard Hot 100:
- "Blank Space" – Taylor Swift (7 semanas no total, sendo 5 semanas em 2014 e 2 semanas em 2015)
- "Uptown Funk" – Mark Ronson com a participação de Bruno Mars (14 semanas)
- "See You Again" – Wiz Khalifa (12 semanas no total; 6 consecutivas)
- "Cheerleader" – OMI (6 semanas no total, 4 consecutivas)
- "Can't Feel My Face" – The Weeknd (3 semanas não consecutivas)
- "What Do You Mean?" – Justin Bieber (1 semana)
- "The Hills" – The Weeknd (6 semanas)
- "Hello" – Adele (7 semanas)
- ''Bad Blood'' – Taylor Swift com a participação de Kendrick Lamar (1 semana)

## Mortes
- 1 de Janeiro – Jeff Golub, 59, guitarrista de jazz
- 2 de Janeiro – Little Jimmy Dickens, 94, cantor de música country
- 3 de Janeiro – Andraé Crouch, 72, cantor, compositor e produtor de gospel[6]
- 8 de Janeiro – Curtis Lee, 75, cantor e compositor
- 10 de Janeiro – Tim Drummond, 74, contrabaixo de rock (Neil Young, Ry Cooder, Bob Dylan, etc.)[7]
- 12 de Janeiro – A. J. Masters, 64, cantor, compositor, guitarrista
- 22 de fevereiro – Renato Rocha, 53, baixista do Legião Urbana.
- 25 de Fevereiro – Chris Rainbow, 68, cantor e tecladista.
- 3 de Março – José Rico, 68, cantor e compositor.
- 3 de março – Vital Dias, 54, ex-baterista d'Os Paralamas do Sucesso
- 20 de março A. J. Pero, 55, baterista do Twisted Sister e do Adrenaline Mob[8]
- 14 de maio – B.B. King, 89, guitarrista de blues
- 12 de junho – José Messias, compositor, crítico musical e jurado de TV
- 13 de junho – Fernando Brandt, compositor
- 24 de junho – Cristiano Araújo, 29, cantor e compositor.
- 28 de junho – Chris Squire, 67, baixista do Yes.
- 23 de julho – Eddie Hardin, 66, tecladista.
- 14 de setembro – Gary Richrath, 65, guitarrista do REO Speedwagon.
- 17 de setembro – Martin Kearns, 38, baterista da banda Bolt Thrower.
- 18 de outubro – Frank Watkins, 47, baixista do Obituary e Napalm Death.
- 30 de novembro – Shota Yokoyama, guitarrista e vocalista do ADAMS.
- 3 de dezembro – Scott Weiland, 48, ex-vocalista dos grupos Stone Temple Pilots e Velvet Revolver.
- 21 de dezembro – Flávio Basso, 47, músico e compositor brasileiro.
- 28 de dezembro – Lemmy Kilmister, 70, baixista e vocalista do grupo Motorhead.
- 31 de dezembro – Natalie Cole, 65, cantora e compositora dos Estados Unidos.[9]